# ひとつぶの涙
「ひとつぶの涙」（ひとつぶのなみだ）は、Kiroroの12枚目のシングル。2002年12月4日発売。発売元はビクターエンタテインメント。

## 解説
表題曲は沖縄セルラー電話のコマーシャルソングに起用された。

## 収録曲
作詞・作曲：玉城千春
1. ひとつぶの涙
編曲：Kiroro
2. くもりのち晴れ
編曲：重実徹

## カバー
ひとつぶの涙
- 張玉華（中国語版） - 2002年12月発売のアルバム「Celest」に収録。中国語版の曲名は「原諒」。